# Clemens Sels Museum Neuss
Das Clemens Sels Museum Neuss ist ein Kunstmuseum in Neuss. Es ist ein modernes Mehrspartenhaus, in dem Kunst vom Mittelalter bis zum Barock und Malerei der Niederländer zu sehen ist. Die Sammlung umfasst Gemälde der Nazarener, der Präraffaeliten und der Symbolisten Frankreichs, Belgiens und Hollands. Zur Kunstsammlung gehört auch ein umfangreicher Bestand an Werken der Rheinischen Expressionisten und der Modernen Primitiven sowie der Konzeptuellen Farbmalerei.
Außerdem beherbergt das Gebäude bedeutende archäologische, stadtgeschichtliche und volkskundliche Sammlungen, um die Geschichte von Neuss, das zu den ältesten Städten Deutschlands zählt, zu dokumentieren.

## Geschichte

Neusser Obertor, Teil des Museums, im Oktober 2004

1839 gründete der Physikus und Regimentsarzt Hermann Jäger (1792–1848) den Neusser Heimat- und Geschichtsverein. Bereits 1845 konnte Jäger mit Unterstützung des preußischen Königs das „Städtische Museum für Alterthümer der Umgegend“ ins Leben rufen.
Durch die 1877 erfolgte Neugründung des Altertumsvereins entwickelte sich ein neues Interesse an den Sammlungen. Clemens Sels übernahm als Museumswart die Betreuung und den Aufbau der vorhandenen Bestände, die seit 1889 im Obertor, einem Bau der alten Stadtbefestigung aus dem 13. Jahrhundert, untergebracht und ausgestellt wurden. Ein Jahr später vernichtete jedoch ein Brand Teile der Sammlung, die erst nach Wiederinstandsetzung des Obertores 1906 dorthin zurückkehren konnte.
1908 verstarb Pauline Sels, die in ihrem Testament der Stadt Neuss „als unteilbares Vermächtnis den Betrag von 250.000 Mark zum Bau eines städtischen Museums (geeigneten Falles in Form eines griechischen Tempels), für welches die Stadt einen möglichst im Mittelpunkt der Stadt gelegenen Bauplatz (…) unentgeltlich herzugeben hätte“ vermachte. Mit diesem Geld konnte das erste eigenständige Museumsgebäude errichtet werden, das im August 1912 eingeweiht wurde. Zusätzlich erhielt die Stadt von Pauline Sels die umfangreiche Sammlung ihres bereits 1893 verstorbenen Ehemannes Clemens Sels.
Kurz vor Ende des Zweiten Weltkrieges 1945 wurde das Museumsgebäude zerstört. Die noch intakten Ausstellungsstücke verbrachte man daraufhin ins Obertor, wo 1950 die Wiedereröffnung unter dem Namen Clemens-Sels-Museum erfolgte. In den folgenden Jahrzehnten wurde die Sammlung kontinuierlich erweitert und um Werke des 19. und 20. Jahrhunderts ergänzt. 1962 wurde der „Verein der Freunde und Förderer des Clemens-Sels-Museums“ gegründet. Im Zuge des intensiven Ausbaus der Sammlungsbestände durch Irmgard Feldhaus, die von 1949 bis 1985 das Museum leitete, entstand 1975 ein Neubau nach den Entwürfen des Architekten Harald Deilmann. Dabei wurde das Obertor in den Neubau integriert. Auf Irmgard Feldhaus folgte als Leiter des Museums Max Tauch, der seinerseits von 1985 bis 1998 an der Spitze des Museums stand. Die von 2005 bis 2023 als Beigeordnete der Stadt Neuss für Schule, Bildung und Kultur, tätige Christiane Zangs, leitete das Museum vom 1. Januar 1999 bis zum 1. Juli 2004 sowie interimistisch bis August 2005. Ihr folgte von September 2005 bis 31. März 2006 Peter Dering. Die stellvertretende Direktorin Gisela Götte übernahm die Museumsleitung bis zum 1. Dezember 2008. Seitdem ist Uta Husmeier-Schirlitz die künstlerische und geschäftsführende Direktorin des Clemens Sels Museum Neuss, einschließlich der 2010 eröffneten Dependance im Kulturraum Hombroich, dem Feld-Haus, Museum für populäre Druckgrafik. Nach einer umfangreichen Sanierung, die eineinhalb Jahre dauerte, wurde das Museum 2015 wieder eröffnet. Bereits vor der im Zusammenhang mit der Corona-Pandemie zeitweisen Aufhebung des Ausstellungsbetriebs hat das Clemens Sels Museum sein Angebot digitaler Formate, beispielsweise mit einem virtuellen Ausstellungsraum und in der Kunstvermittlung mit  Hybridveranstaltungen, ausgebaut. Im Mai 2022 führte ein Unwetter mit Starkregen zu einem Wassereinbruch in das Untergeschoss des Museums und mehrmonatiger Schließung. Bis heute konnte das Untergeschoss, in dem die römische Sammlung der Stadt präsentiert wurde, nicht wiedereröffnet werden. Im Erdgeschoss sowie in den weiteren Etagen des Museums werden seit November 2022 Meisterwerke aus der Sammlung sowie Sonderausstellungen gezeigt.

## Schwerpunkte

### Archäologie, Stadtgeschichte und Volkskunde
Neuss gehört zu den ältesten Städten Deutschlands. Zeugnisse seiner Geschichte, die von der Steinzeit bis zum 18. Jahrhundert reichen, befinden sich in der archäologischen Sammlung des Museums.

#### Ur- und Frühgeschichte
Zu den ur- und frühgeschichtlichen Funden der Sammlung gehören Steingeräte von alt- und mittelsteinzeitlichen Rast- und Werkplätzen im Neusser Stadtgebiet, aber auch Funde der Bronzezeit und der Vorrömischen Eisenzeit wie Waffen oder Glasarmringe. Derzeit ist nur eine kleine Auswahl dieses Fundspektrums dauerhaft zu sehen.

#### Römische Zeit
Bereits um das Jahr 16 v. Chr. wurde in Neuss, dem römischen Novaesium, erstmals ein römisches Militärlager errichtet. Es war eine der frühesten römischen Befestigungen in Deutschland. Um 43 n. Chr. entstand ein Legionslager, das Raum für über 6 000 Soldaten bot. Das Kastell wurde zwischen 1887 und 1900 von dem Neusser Archäologen Constantin Koenen fast vollständig freigelegt. Die nach seinem Entdecker auch als „Koenen-Lager“ bezeichnete Befestigung kann heute als virtuelle Rekonstruktion im Museum erlebt werden. Aus der Zivilsiedlung (vicus) im heutigen Stadtzentrum erwuchs im Laufe der Jahrhunderte die Stadt Neuss.

Koenen 1891 (vorne in der Mitte sitzend)

Innerhalb der vergangenen 150 Jahre wurden im Bereich der ehemaligen römischen Militärlager, Siedlungen und Gräberfelder zahlreiche Funde geborgen, von denen eine reichhaltige Auswahl im Museum gezeigt wird. Waffen und Ausrüstungsgegenstände der Soldaten, Inschriften auf Ziegeln, Keramikgefäße und Weihesteine, aber auch Glasgefäße, Götterfiguren und medizinische Instrumente geben Einblicke in den Alltag der römischen Garnison am Rhein.

#### Mittelalter und Neuzeit
Als eine der wenigen Städte in Deutschland verfügt Neuss über eine nahtlos dokumentierte, mehr als 2000-jährige Geschichte. Aus der spätantiken Siedlung an der Mündung der Krur in den Rhein entwickelte sich im 9. Jahrhundert ein florierender Rheinhafen. Die Handelsstadt im Schatten der romanischen Stiftskirche St. Quirin erlebte verschiedene Blütezeiten, aber auch Kriege wie die burgundische Belagerung von 1474. Vor allem die seit 1985 bestehende kommunale Bodendenkmalpflege hat einen am Niederrhein herausragenden Bestand an mittelalterlichen und neuzeitlichen Funden ergraben, zu den neben Keramik- und Glasgefäßen auch Lederschuhe, Speisereste und Waffen aus der Burgundischen Belagerung gehören. Ein Teil dieser Funde ist im Obertor, einem Stadttor aus dem 13./14. Jahrhundert, das heute zum Clemens-Sels-Museum gehört, ausgestellt.

Römische Exponate im Clemens-Sels-Museum
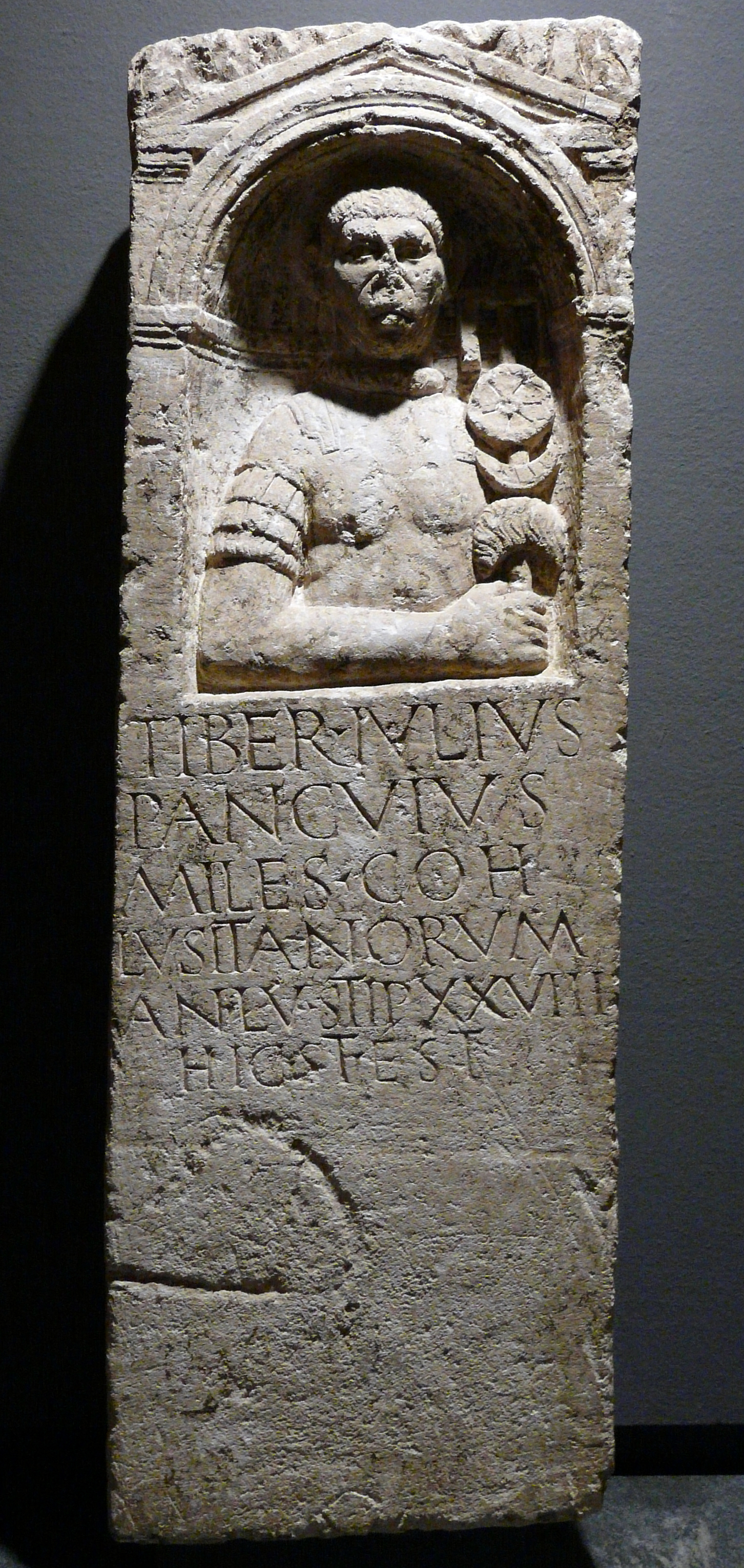
Grabstein des Pancuius
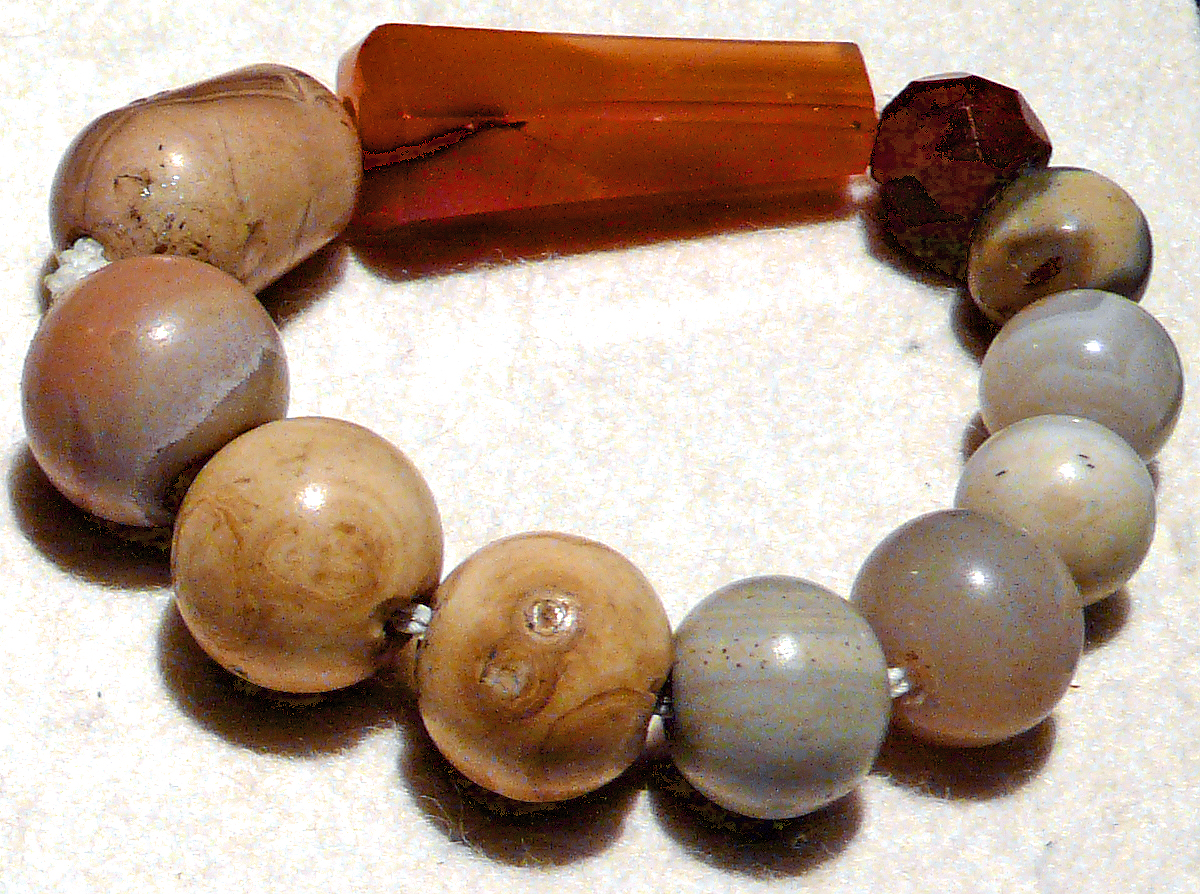
Rest einer Perlenkette aus Achat und rotem Glas
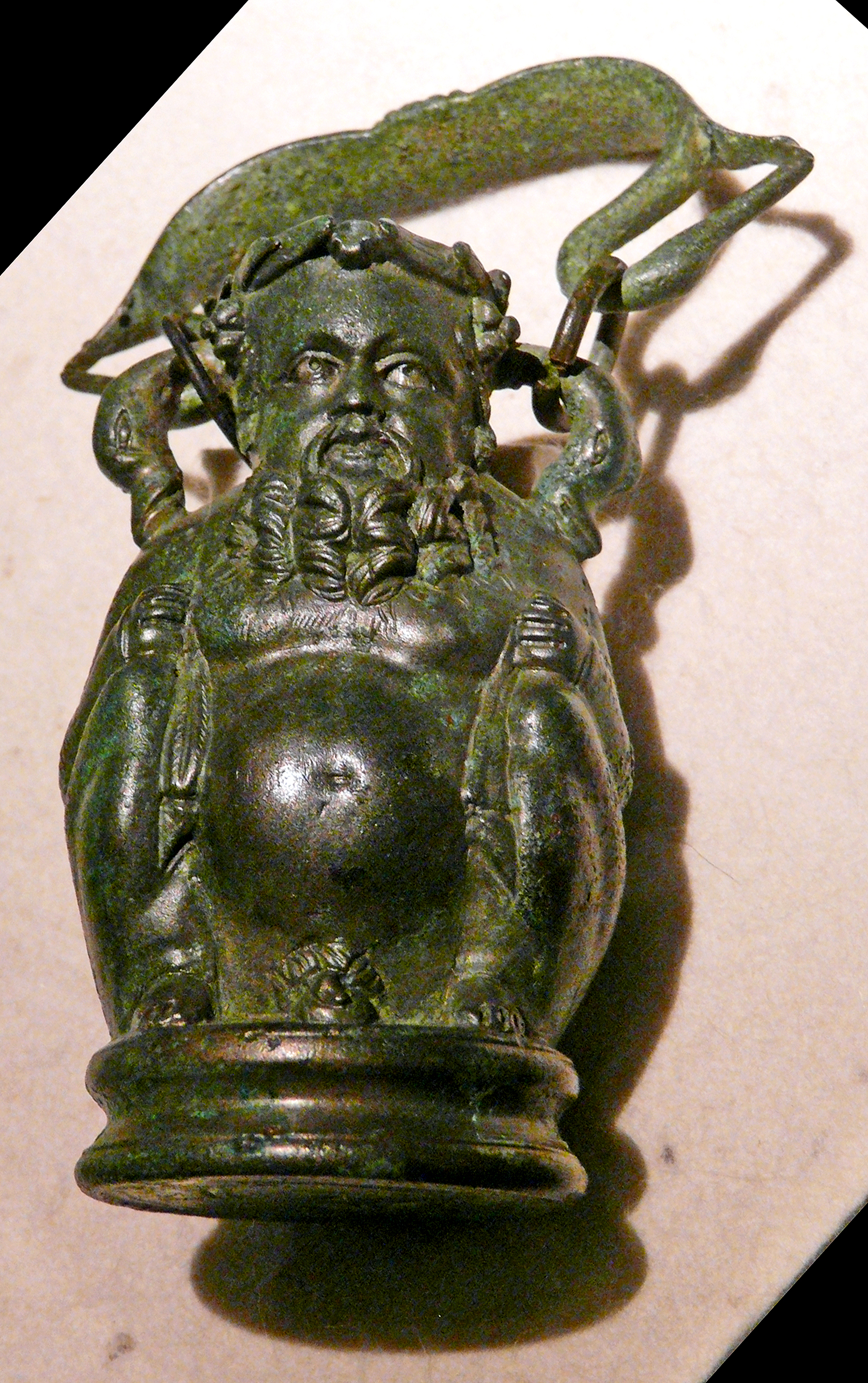
Salbgefäß in Form eines bärtigen Silen, Bronze mit Silbereinlagen, 3. Jh.
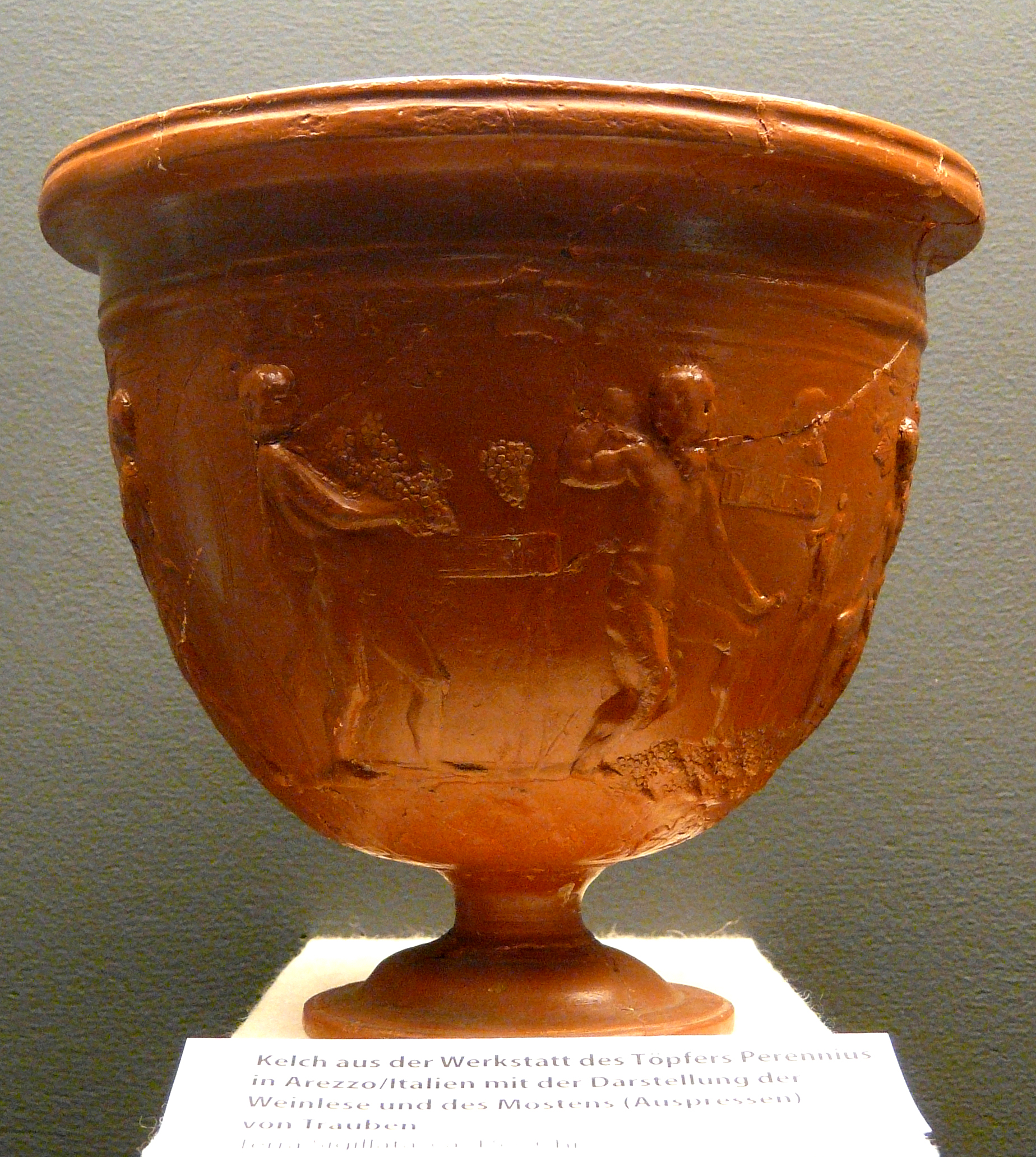
Arretinische TS aus der Werkstatt des Perennius, Drag. 11

### Kunst und Kunstgewerbe des 14. bis 18. Jahrhunderts

#### Mittelalterliche Kunst
Die Abteilung „Kunst und Kunstgewerbe des 14.–18. Jahrhunderts“ umfasst im Wesentlichen Gemälde, Skulpturen, kunsthandwerkliche Objekte und Porzellan. Ihre Bestände entstammen zum großen Teil der Stiftung Clemens Sels, deren Kern einige mittelalterliche Altartafeln bilden, so auch die zwei Tafeln des Peter- und Paul-Altares der Hildesheimer Lambertikirche, die ihrem künstlerischen Rang nach zu den qualitätvollsten Leistungen der westfälisch-niedersächsischen Malerei vom Beginn des 15. Jahrhunderts gehören. Es handelt sich hierbei um zwei Bilder eines unbekannten, Konrad von Soest nahestehenden Meisters mit Darstellungen der Himmelfahrt Christi und einer ikonographisch ungewöhnlichen Szene aus dem Leben des hl. Paulus.
Zu den ältesten Figuren gehört eine zu Anfang des 14. Jahrhunderts in Lothringen entstandene Muttergottes aus Kalkstein, zu den späteren eine in Weiß und Gold gefasste Sandsteinfigur einer Immaculata, die wahrscheinlich aus der Werkstatt von Grupello stammt. Zu den besonderen Schmuckstücken und größten ästhetischen Kostbarkeiten zählt eine vierhundert Jahre alte „Madonna mit Kind“, die dem Umkreis des flämischen Malers Rogier van der Weyden (1399/1400–1464) zugeschrieben wird.

#### Niederländische Malerei
Eine Vielzahl niederländischer Gemälde des 17. Jahrhunderts bildet neben den mittelalterlichen Tafelbildern quantitativ den eigentlichen Schwerpunkt der Sels'schen Sammlung. Zu den wichtigsten Bildern gehören hier das um 1615 entstandene Kirmesbild von Pieter Brueghel d. J. sowie das sehr typische Kinderportrait von Jacob Gerritsz Cuyp (1594–1652). Von dem Utrechter Maler Johannes Baers (1. Hälfte des 17. Jahrhunderts) stammt ein Früchtestillleben, das als ein vorzügliches Beispiel der holländischen Stilllebenmalerei des 17. Jahrhunderts zu werten ist.

### Kunst des 19. und 20. Jahrhunderts

#### Präraffaeliten

Dante Gabriel Rossetti (1828–1882): Maria Theresa Zambaco, 1870, Pastell auf Papier, 100 × 72 cm, Clemens-Sels-Museum Neuss

Der „Geheime Bund“ dieser Bruderschaft stieß im viktorianischen England auf große Gegenliebe, die sich nicht auf den engeren Zirkel der feinen Londoner Gesellschaft beschränkte: Die berühmten Porträts, mit denen Dante Gabriel Rossetti (1828–1882) und Edward Burne-Jones (1833–1898) die schöne „Maria Theresa Zambaco“ verewigten, tauchen tief in die traditionelle Zeichenwelt ein und bilden somit einen ganz natürlichen Übergang zum Symbolismus der Werke von Gustave Moreau (1826–1898), Odilon Redon (1840–1916) und Fernand Khnopff (1858–1921), die im 19. Jahrhundert das „Reine, Edle und Erhabene“ ebenso verherrlichten wie es die Präraffaeliten vor ihnen getan hatten.

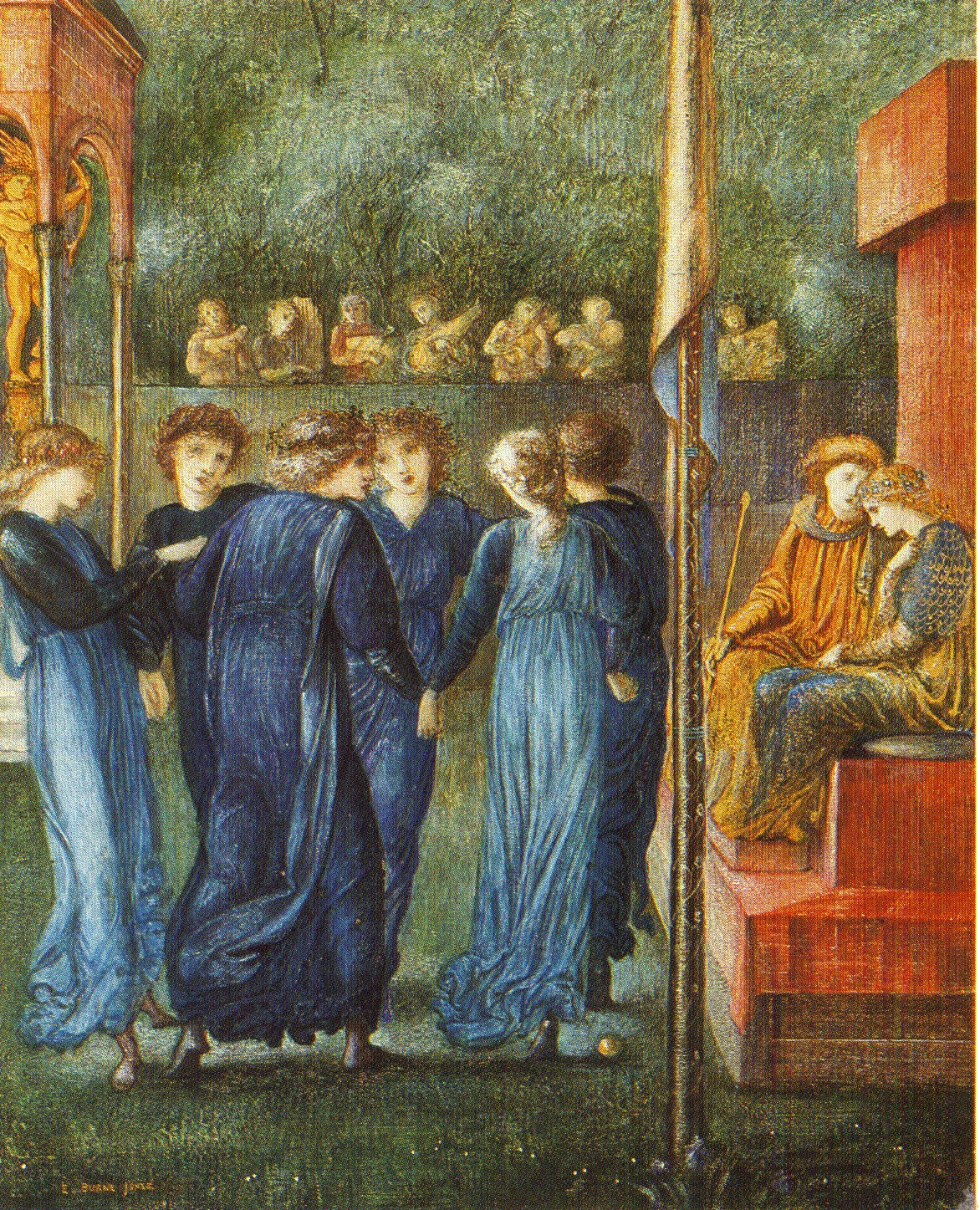
Edward Burne-Jones (1833–1898): The King’s Wedding, 1870, Gouache auf Pergament, mit Gold gehöht, Clemens-Sels-Museum Neuss

#### Kunst des Symbolismus
Die symbolistischen Werke, die das Clemens-Sels-Museum beherbergt, gehören zu den bundesweit wichtigsten Objekten dieser Richtung, innerhalb derer die „Nabis“ einen zentralen Platz einnehmen. Der größte Teil des Bestandes kam in den fünfziger und sechziger Jahren nach Neuss – zu einer Zeit, als sich die Öffentlichkeit noch nicht sonderlich für diese französischen Werke des späten 19. Jahrhunderts interessierte. Entscheidend für die Formierung der Künstlergruppe war im Herbst 1888 das Zusammentreffen Paul Gauguins mit dem „Nabi“ (hebr. „Prophet“, „Erleuchteter“) Paul Sérusier, das Émile Bernard (1868–1941) vermittelt hatte. Von diesem Künstler ist im Clemens-Sels-Museum eine Landschaftsdarstellung aus jener Zeit zu sehen, die durch ihre flächenhaft einfachen Formen fasziniert. Dieses hängt neben Werken von Édouard Vuillard (1868–1940), Maurice Denis (1870–1943), dem Maler und Theoretiker der Gruppe, und dessen Freund Aristide Maillol (1861–1944), den man als „Cézanne der Bildhauerei“ apostrophierte.
Zu den herausragenden Vertretern des belgischen Symbolismus gehören James Ensor (1860–1949) und Fernand Khnopff (1858–1921), der sich für Gustave Moreaus geheimnisvolle Werke begeisterte und darüber hinaus von der Bildsprache der Präraffaeliten angezogen wurde. 1883 gehörte er neben James Ensor, der in Neuss mit den kapitalen Werken wie „La Marquise“ und „Le Salon bourgeois“ vertreten ist, zu den Gründungsmitgliedern der Brüsseler Künstlergruppe „Les Vingt“ („Die 20“). Von Khnopff besitzt das Clemens-Sels-Museum die Bilder „L'encens“ („Weihrauch“) und „In Brügge. Ein Portal“, in dem der Maler das Romanthema „La Bruge morte“ seines Freundes Georges Rodenbach versinnbildlichte.

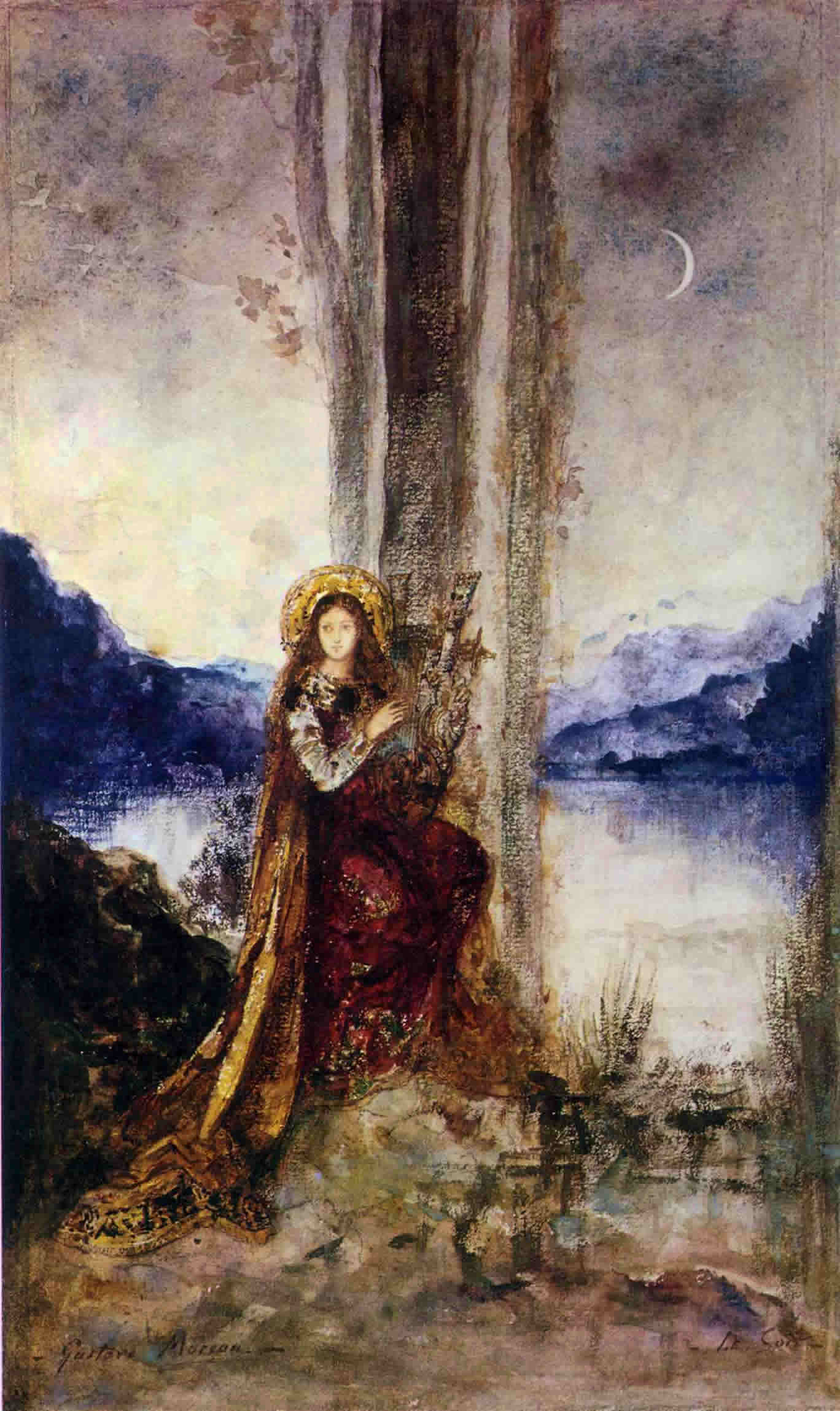
Gustave Moreau (1826–1898): Le Soir, um 1887, Aquarell auf Papier, Clemens-Sels-Museum Neuss

#### Johan Thorn Prikker & die Rheinischen Expressionisten
Johan Thorn Prikker (1868–1932) bildet ein Scharnier zwischen der Kunst des 19. Jahrhunderts und den Rheinischen Expressionisten, die Anfang des 20. Jahrhunderts zur Avantgarde gehörten. Mit seinem kraftvollen „Tauzieher“, einigen großformatigen Fensterentwürfen für die Neusser Dreikönigenkirche, einem mit Intarsien versehenen Schmuckkästchen und einem Ausstellungsplakat erinnert uns Prikker daran, dass seinerzeit die Grenzen zwischen „hoher“ Kunst und alltäglichen Gebrauchsgegenständen fließend waren.
Der reiche Bestand an Rheinischen Expressionisten, dessen sich das Clemens-Sels-Museum rühmen kann, enthält Werke von August Macke (1887–1914), darunter sein wahrscheinlich letztes Aquarell „Kandern IV“ oder „Promenade in Braun und Grün“, aber auch Arbeiten von Heinrich Nauen, Adolf Seehaus und Heinrich Campendonk (1889–1957), der mit seinem beeindruckend-großformatigen, beinahe singulären Frühwerk „Heiliger Julian, jagend“ der „Fahrt des Heiligen Julian über den Fluss“ seines Lehrers Johan Thorn Prikker begegnet.

#### Kunst der Naiven
Im Laufe ihrer Tätigkeit für das Clemens-Sels-Museum baute Irmgard Feldhaus, abgesehen von der Kunstsammlung zum Symbolismus, zusätzlich eine umfangreiche Naiven-Abteilung von exemplarischer Bedeutung auf. In dieser sind – neben den französischen „Klassikern“ André Bauchant (1873–1958), Camille Bombois, Séraphine Louis  und Louis Vivin – Künstler aus allen europäischen Ländern sowie aus Israel, Mexiko, Tansania, Haiti und den USA zum größten Teil mit mehreren Werken vertreten.
Den Grundstock der Sammlung legte 1965 der Erwerb von fünf Gemälden und 35 Zeichnungen des „deutschen Rousseau“ Adalbert Trillhaase. Einen weiteren für die naive Malerei in Deutschland markanten Schwerpunkt stellt ein Komplex von Bildern des Bauern Max Raffler dar, aber auch Josef Wittlich aus Höhr-Grenzhausen sollte erwähnt werden.

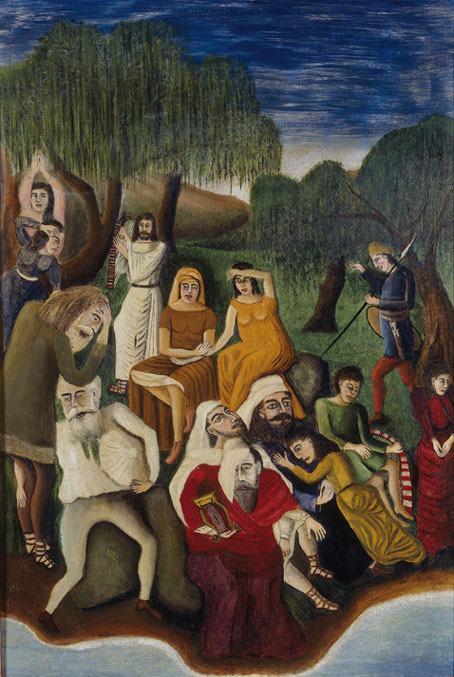
Adalbert Trillhaase (Erfurt 1858–1936 Niederdollendorf / Königswinter): Der gefangenen Juden Klagelied, um 1925, Öl auf Leinwand, Clemens-Sels-Museum Neuss

Die Bandbreite dessen, was zu den „Modernen Primitiven“ gehört, ist überaus beeindruckend. Der legendäre polnische Bettler Nikifor etwa, sah Dinge, die das „geschulte“ Auge nur mit sanfter Gewalt wahrzunehmen bereit ist: Auf Zigarettenschachteln (ähnliches konnte Picasso), Fotopapier, Plakatresten und anderen Bildträgern praktizierte er Stadtansichten, religiöse Motive und Architekturen, die heute ebenso zu den Klassikern gehören wie die frechen oder dämonischen, immer aber suggestiven Standbilder seines Landsmannes Adam Zegadlo, die düsteren heidnischen Gottheiten und wüsten Teufel eines Szczepan Mucha oder auch die Heiligenlegenden der einfallsreichen Bäuerin Katarzyna Gawlowa (1896–1982).
Bilder des Kamm- und Knopfmachers Emerik Fejes (1904–1969) aus Kroatien, der – ohne je seinen Heimatort verlassen zu haben – nach Ansichtspostkarten mit Akribie und phantasievoller Vorstellungskraft Architektur- und Städtebilder aus aller Welt malte, des Italieners Enrico Benassi (1902–1979) mit ihrem glanzvollen Pathos und des aus den Niederlanden stammenden Leonardus Neervoort (1908–1981), mit seinen vielfigurigen Massenszenen, sind im Clemens-Sels-Museum zu finden. Der Bestand von über 800 Gemälde und Skulpturen der Kunst der Naiven wird nur sporadisch gezeigt.

#### Konzeptuelle Farbmalerei
Der Bereich der Konzeptuellen Farbmalerei, den Gisela Götte in den 1980er Jahren systematisch im Clemens-Sels-Museum zu sammeln begann, ist inzwischen auf über 80 Werke angewachsen. Im Foyer begrüßt die Besucher eine Auswahl an Werken von Phil Sims, Ulrich Erben und Jürgen Paatz sowie die erst kürzlich erworbenen Arbeiten von Susanne Stähli und Kees Barten.

## Dependancen

### „Kybele-Kultstätte“
1956 entdeckte man am heutigen Gepaplatz in Neuss bei Rettungsgrabungen einen spätantiken Steinkeller. Man hielt ihn seinerzeit für eine Fossa sanguinis, einen Bluttaufkeller für den Kybele-Kult. Welcher „sakralen“ Funktion der Keller aber diente, bleibt derzeit noch im Dunkeln. Besucher können den Keller in dem Pavillon Fossa Sanguinis auf Anfrage besichtigen.

### Feld-Haus – Museum für populäre Druckgrafik

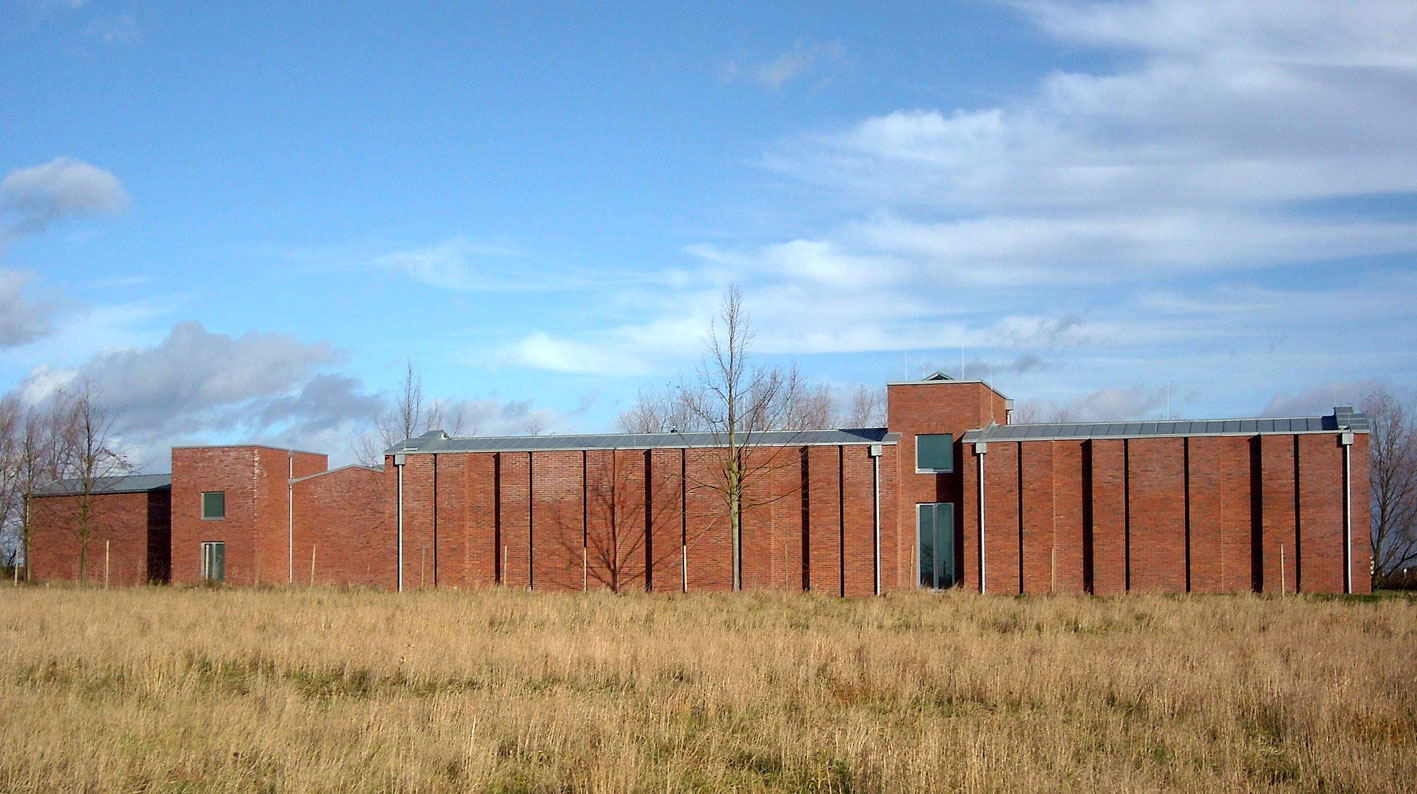
Feld-Haus, auf dem Kirkeby-Feld Hombroich (zwischen der Insel Hombroich und der Raketenstation)

Die jüngste Dependance des Clemens-Sels-Museums ist das 2010 eröffnete Feld-Haus – Museum für populäre Druckgrafik. In dem von Per Kirkeby als Architekturskulptur entworfenen Gebäude im Kulturraum Hombroich werden Druckerzeugnisse von der Andachtsgrafik bis zum Wandbildschmuck aus vier Jahrhunderten präsentiert. Mit mehr als 5.000 Objekten ist die von Irmgard Feldhaus zusammengetragene Sammlung eine der umfangreichsten in Deutschland. Daher konnte sich das Feld-Haus ebenso als Forschungsstätte etablieren.
Das Feld-Haus befindet sich am Berger Weg 5, 41472 Neuss, auf dem Kirkeby-Feld Hombroich (zwischen der Insel Hombroich und der Raketenstation).

## Ausstellungen
- 16. Mai bis 4. Juli 2004: Claudia Desgranges – Zeitstreifen
- 7. September bis 3. November 2007: ^^Ines Hock – Lyrismen des Lichts^^
- 23. September 2012 bis 13. Januar 2013: Sehnsucht nach Farbe – Moreau, Matisse & Co.
- 13. September 2015 bis 10. Januar 2016: Rita Rohlfing – Das Virtuelle im Konkreten
- 24. Oktober 2015 bis 14. Februar 2016: Jürgen Paatz – Papierarbeiten
- 29. November 2015 bis 14. Februar 2016: Bert Gerresheim. Alles vexiert. Hommage zum 80. Geburtstag
- 13. März bis 22. Mai 2016: Italien so nah – Johann Anton Ramboux (1790-1866)
- 26. Juni bis 25. September 2016: Der Limes in Novaesium. Vom Leben an der römischen Grenze
- 22. Mai bis 3. Oktober 2016: Paul Schwer – Billboard Painting. Lichtskulptur im Außenraum
- 5. Juni bis 23. Oktober 2016: Edelweiß und Goldlamé. Gestickte Haussegen auf Luxuspapier. Dependance Feld-Haus. Museum für Populäre Druckgrafik
- 23. Oktober 2016 bis 19. Februar 2017: Geliebte Feinde – Symbolismus heute. Von Peter Doig bis Thomas Schütte
- 13. November 2016 – 2. Juli 2017: Hundkatzemaus. Tierdarstellungen aus aller Welt auf populärer Druckgrafik. Dependance Feld-Haus. Museum für Populäre Druckgrafik
- 19. März bis 28. Mai 2017: Selbst ist der Mann! Erich Bödeker und Josef Wittlich.
- 23. Juli 2017 bis 28. Januar 2018: Souvenirs, Souvenirs! Reise- und Wallfahrtsandenken aus der Sammlung Feld-Haus
- 15. Oktober 2017 – 18. Februar 2018: Wunsch & Wirklichkeit. Der Einfluss der Fotografie auf das Porträt
- 18. März – 10. Juni 2018: Römer zum Anfassen. Mythos und Fakten.
- 18. November 2018 – 10. März 2019: Ihrer Zeit voraus! Heinrich Campendonk – Heinrich Nauen – Johan Thorn Prikker.
- 7. November 2021 – 30. Januar 2022: Loïe Fuller Superstar. Tänzerin aus Licht und Farbe.
- 6. März 2022 – 24. April 2022: Finde deinen Zugang! Digital zum Original
- 4. Juni 2023 – 14. Januar 2024: COMEBACK 2. Restaurierte Werke neu entdecken!
- 1. Oktober 2023 – 17. März 2024: Ein Bild für alle Fälle. Sammelkarten von Stollwerck bis Liebig und Panini bis Pokémon. Dependance Feld-Haus. Museum für Populäre Druckgrafik
- 22. Oktober 2023 – 3. März 2024: Gewagte Visionen. George Minne und Leon Spilliaert. Vom Symbolismus zum Expressionismus
- 11. Mai 2025 – 12. April 2026: Untiefen des Raums. Simon Schubert im Feld-Haus. Clemens-Sels-Museum, Neuss – Dependance Feld-Haus. Museum für Populäre Druckgrafik